# Utx Kara Bahadur
Utx Kara Bahadur o Utj Kara Bahadur (segles XIV - XV) fou un amir de Tamerlà.
El 1376 en l'expedició al Mogolistan contra Kamar al-Din, Tamerlà va derrotar el kan enemic que es va retirar, sent perseguit per l'amir Utj Kara; el va atrapar i li va matar el cavall, però va poder fugir ferit i a peu, amb nomes 8 servidors.
El 1380 el seu fill l'amir Muzaffar fou assignat al servei de Miran Xah quan aquest fou nomenat governador del Khurasan.
El 1383 va estar a la sisena campanya al Mogolistan. Quan Tamerlà va arribar a Sabzawar d'Herat (Isfizar) i va veure que hauria d'assetjar la fortalesa de Bedrabad, va enviar una part de l'exèrcit cap a [[Gorgan (ciutat)|Astarabad]] per combatre a Amir Wali ibn Ali Hindu, sota el comandament de Shaikh Ali Bahadur i Utx Kara Bahadur. Al final de la campanya de Gurgan i Mazanderan, Tamerlà va encarregar a Utx Kara Bahadur i Ak Bugha de passar el hivern amb l'exèrcit a Astarabad i ell mateix amb 3 de cada dotze soldats va sortir cap a l'Iraq Ajamita en direcció a Rayy.
El 1389 va participar en la campanya de Mogolistan. Tamerlà va enviar a Jahan Xah Bahadur i Utx Kara Bahadur a la zona de l'Irtish amb 30.000 soldats a cavall i es van dividir en dos parts seguint cada part per un costat del riu, fent incursions a les petites illes al mig del riu; es van fer molts presoners una part dels quals fou executada i la resta enviada al campament de l'emperador, i es va agafar força bestiar.
Al final de la campanya de Pèrsia el 1393, Tamerlà va acampar a la plana d'Hamadan i Utx Kara Bahadur fou un dels encarregats de portar l'equipatge cap a Sultaniya En la campanya contra els turcmans a Kulaghi, el 28 de juliol de 1393 Tamerlà va acampar a la vora del riu Ak Say, a la plana de Kulaghi. Miran Xah fou enviat a assetjar Sarek Kurgan i Utx Kara a assetjar Karutoy; les dues places foren conquerides i destruïdes i els defensors passats a ganivet. En l'expedició cap a Kirkuk i Mossul (1393) va tenir la custàdia de l'equipatge junt amb Kay al-Din Terkhan
Deixa de ser esmentat un temps per tornar a aparèixer com a Shams al-Din Utx Kara al servei de Xah Rukh al Khurasan a la mort de Tamerlà (1405); no se sap quan va obtenir el títol de Shams al-Din, però es improbable que es tracti d'un amir diferent. Xah Rukh el va assignar al servei de Qaydu ibn Pir Muhammad ibn Jahangir el 1407.